# Hvězda zvaná Pelyněk
Hvězda zvaná Pelyněk je české filmové drama režiséra Martina Friče. Ač se Frič věnoval po většinu svého života komediím, roku 1964 sáhl po vážnější látce, scénáři Jiřího Procházky, který se inspiroval skutečnou historickou událostí, a to vzpourou, k níž došlo na konci 1. světové války u sedmého pěšího pluku rakousko-uherské armády v Rumburku.

## Základní údaje
- Námět: Jiří Procházka
- Scénář: Jiří Procházka, Jiří Fried
- Hudba: Dalibor C. Vačkář
- Kamera: Jaroslav Tuzar
- Režie: Martin Frič
- Hrají: Jiřina Bohdalová, Vlasta Matulová, Rudolf Deyl ml., Jiří Sovák, Radoslav Brzobohatý, Jan Tříska, Martin Růžek, Josef Větrovec, Jaroslav Mareš, Gustav Heverle
- Další údaje: černobílý, 81 min, drama
- Výroba: Ústřední půjčovna filmů, 1964

## Obsazení
| Jiřina Bohdalová    | Tonka      |
| Rudolf Deyl         | Noha       |
| Radoslav Brzobohatý | Vodicka    |
| Martin Ruzek        | Kovár      |
| Jaroslav Mares      | Werner     |
| Jaroslav Rauser     | Dicker     |
| Bohumil Svarc       | Cekal      |
| Bedrich Prokos      | Flibor     |
| Vlasta Matulová     | paní Hilda |
| Jirí Sovák          | Cervenka   |
| Jan Tríska          | Lojzík     |
| Josef Vetrovec      | Pelnár     |
| Gustav Heverle      | Kolarík    |
| Cestmír Randa       | Klozberg   |
| Zdenek Stepánek     | Generál    |
| Míla Myslíková      | Emka       |